# Olajmunkás sugárút (Baku)
Az Olajmunkás sugárút (azeri: Neftçilər Prospekti) egy főút Bakuban, Azerbajdzsánban. Baku Bail kerületének nyugati végén kezdődik, és kelet felé folytatódik, amíg az Üzeyir Hacıbəyov utcát keresztező Javanshir hídnál (korábban Gagarin híd) ér véget. A Baku City Circuit részeként használják, beleértve az Azerbajdzsán kormányháza  mellett található rajt-cél egyenest.
Az Olajmunkás sugárút korábbi nevei II. Sándor rakpart, Gubanov rakpart és Sztálin sugárút voltak. Az utca az Olajmunkás sugárút  nevet 1961-ben kapta az azerbajdzsáni olajiparban dolgozók tiszteletére. A sugárút nagyobb része a Baku körúton húzódik.

## Nevezetes épületek és műemlékek
- Az Azerbajdzsán Köztársaság Állami Olajalapja
- Azerbajdzsán Állami Tengerészeti Igazgatósága
- Nemzetközi Mugham Központ
- Szűz-torony
- Azerbajdzsán Állami Bábszínház
- Azerbajdzsán Nemzeti Szőnyegmúzeum
- Azerbajdzsán kormányháza
- Baku nemzetközi tengeri kereskedelmi kikötője
- Országzászló tér

## Képgaléria

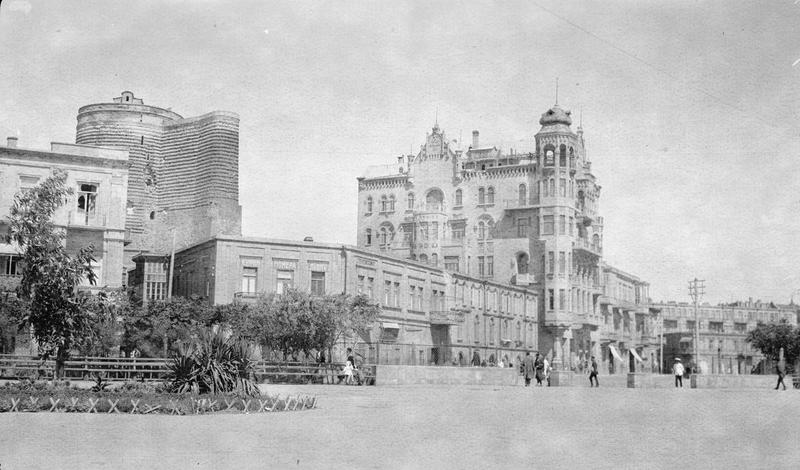
Hajinszkij háza, 1918–1920
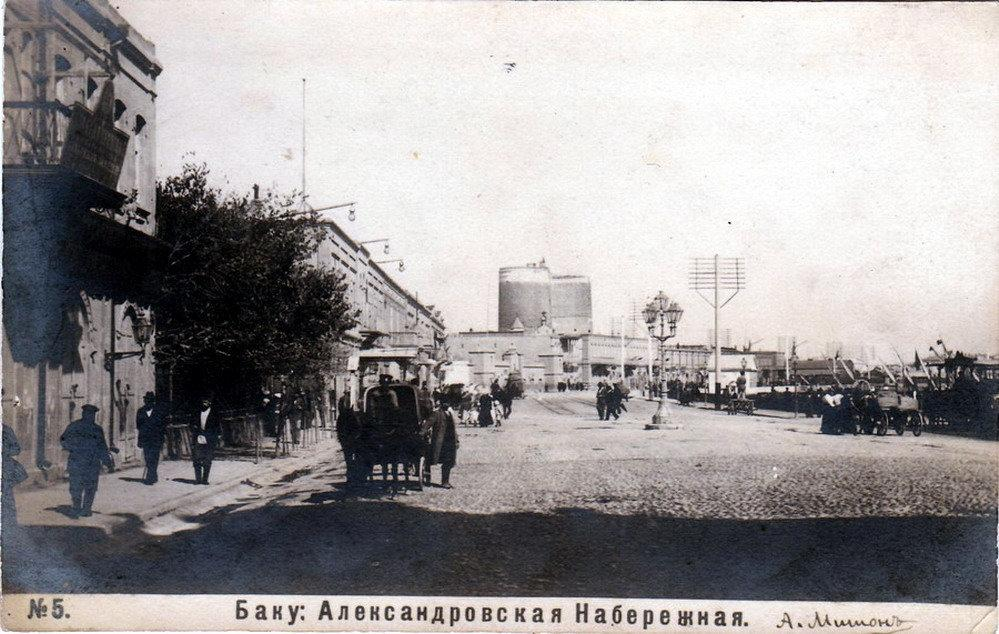
Baku 1870-ben, háttérben a Szűz-toronnyal
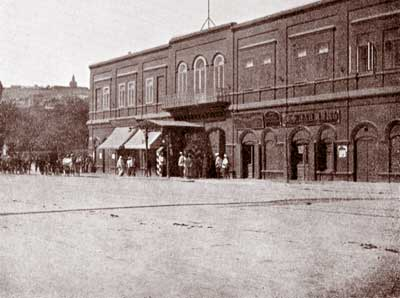
A főkormányzó háza
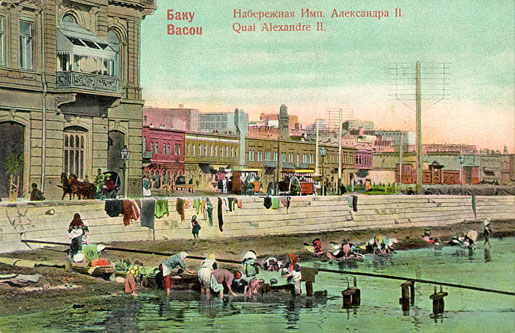
A körúton
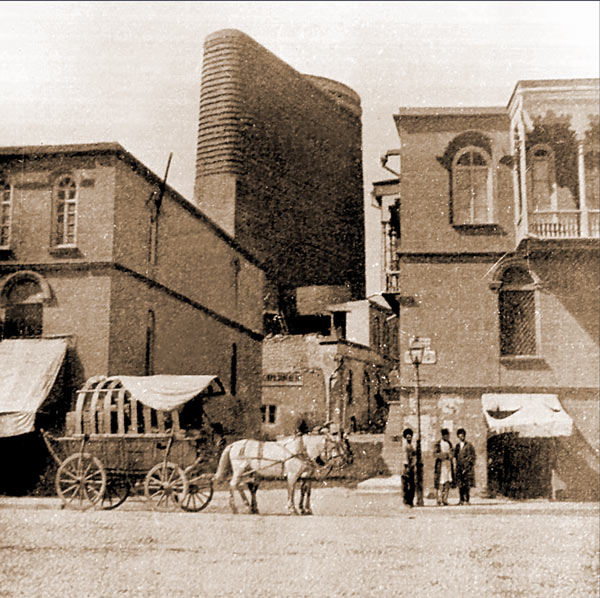
A Szűz-torony
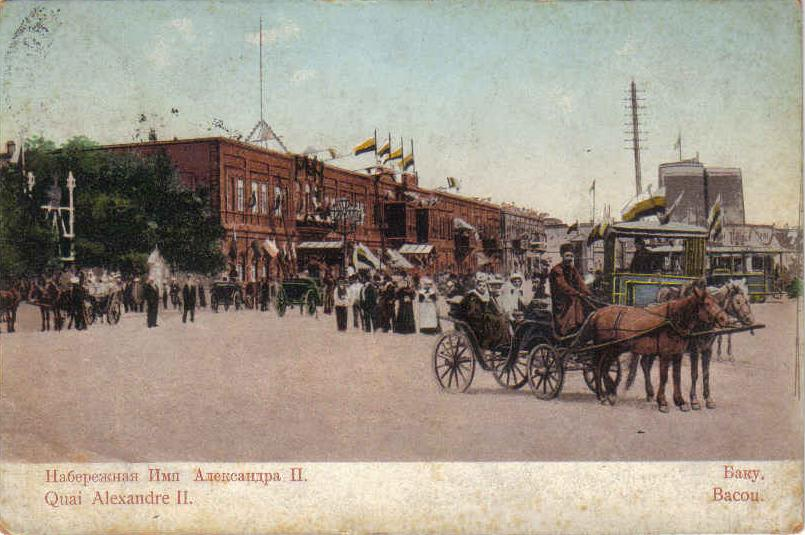
Fesztiválozók a körúton

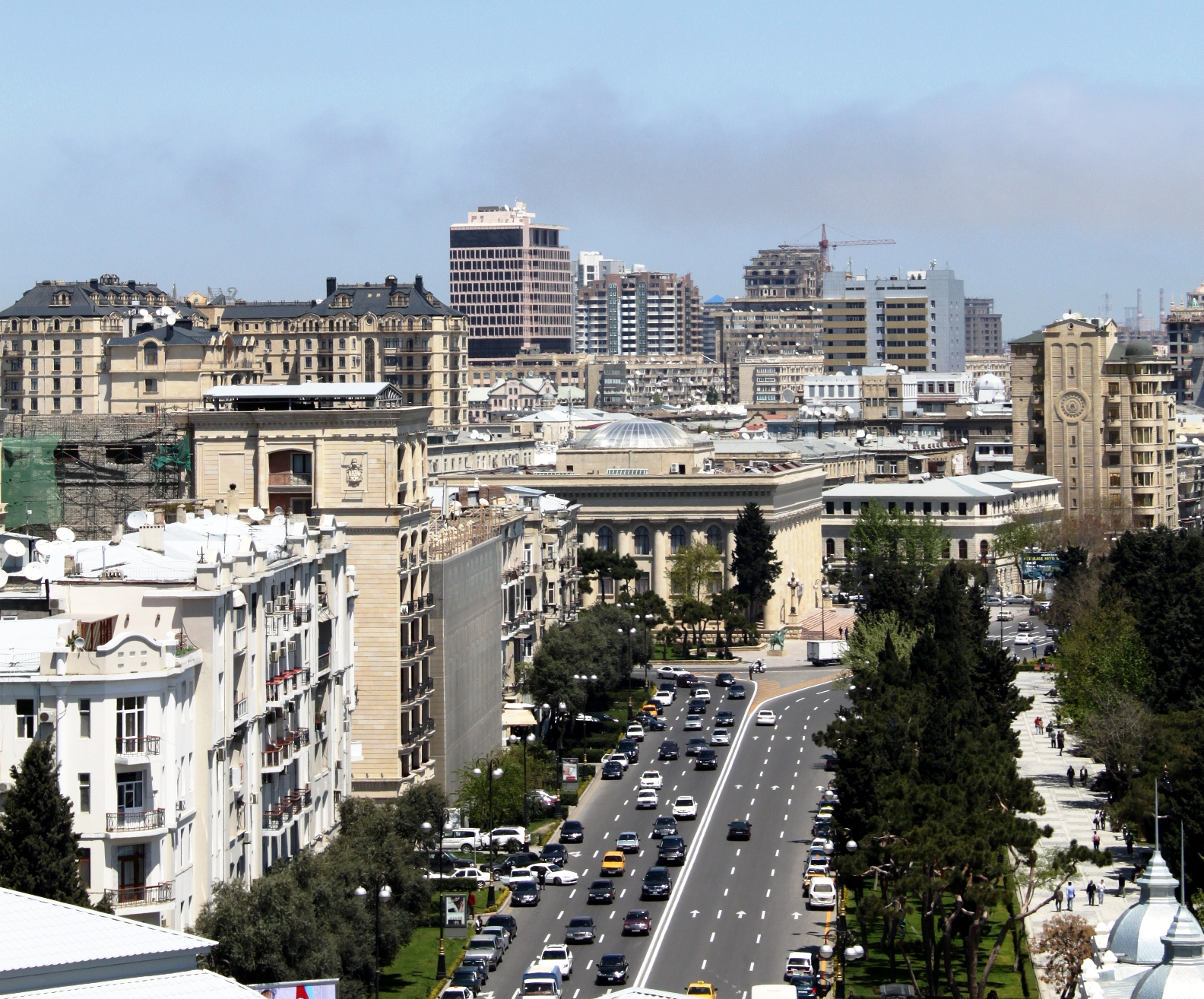
A sugárútra nézve
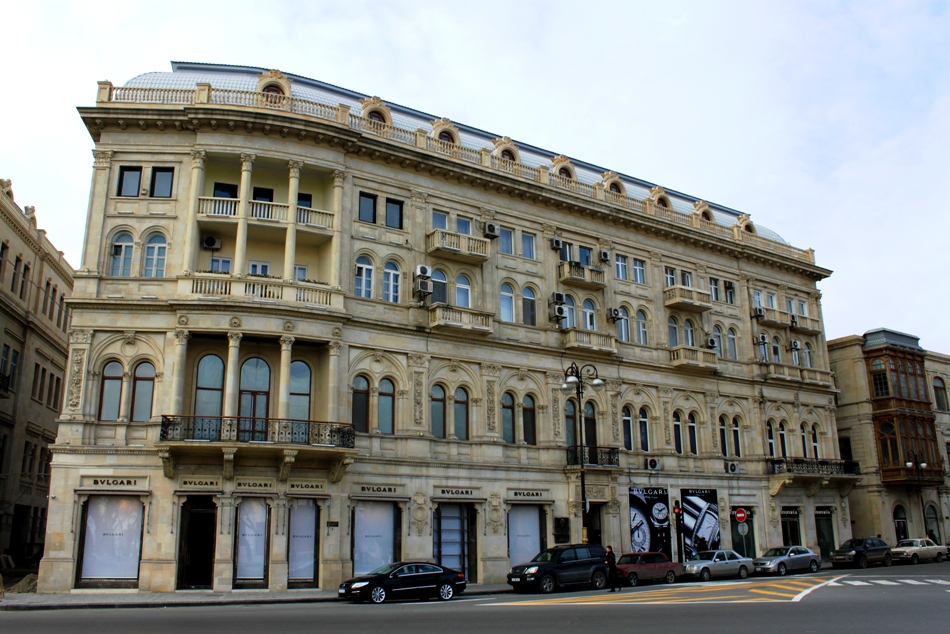
Az Aziz Alijev utca kereszteződésében
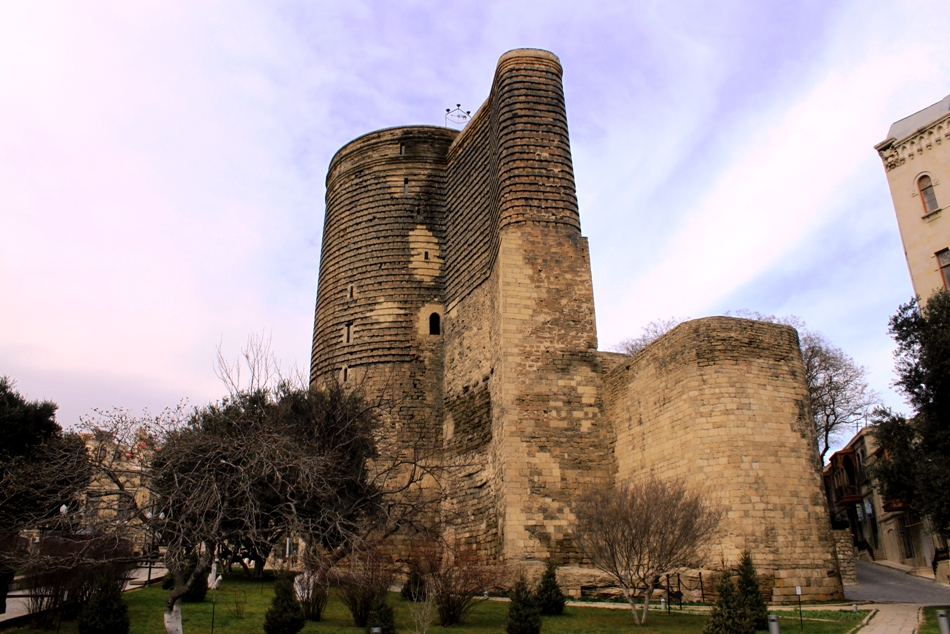
A Szűz-torony
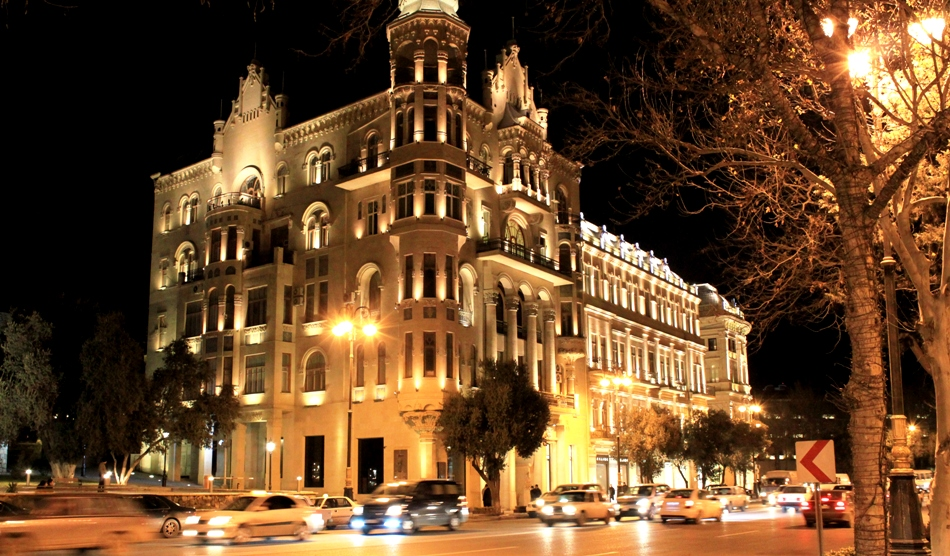
Út a Szökőkutak tere felé
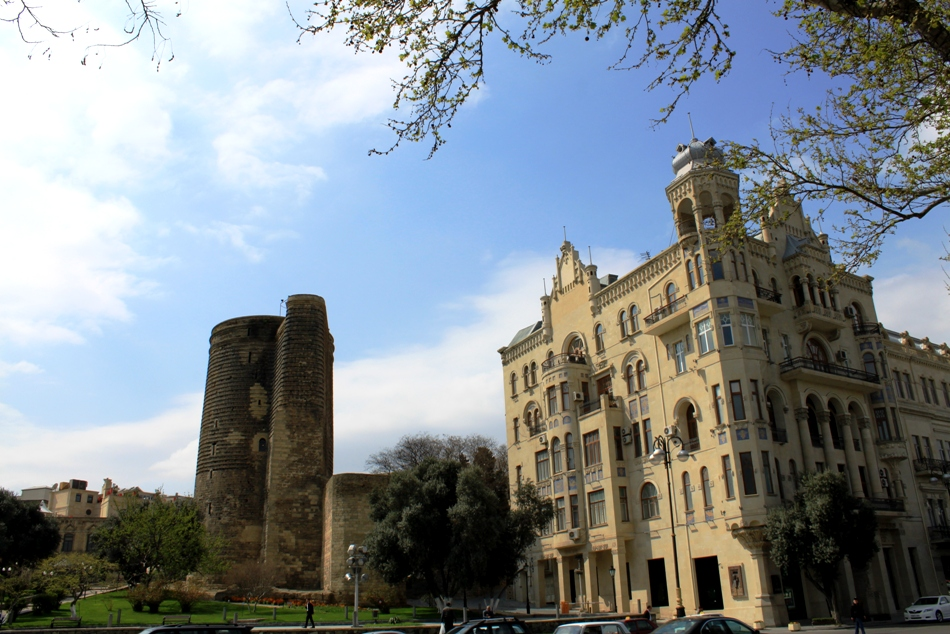
A Szűz-torony
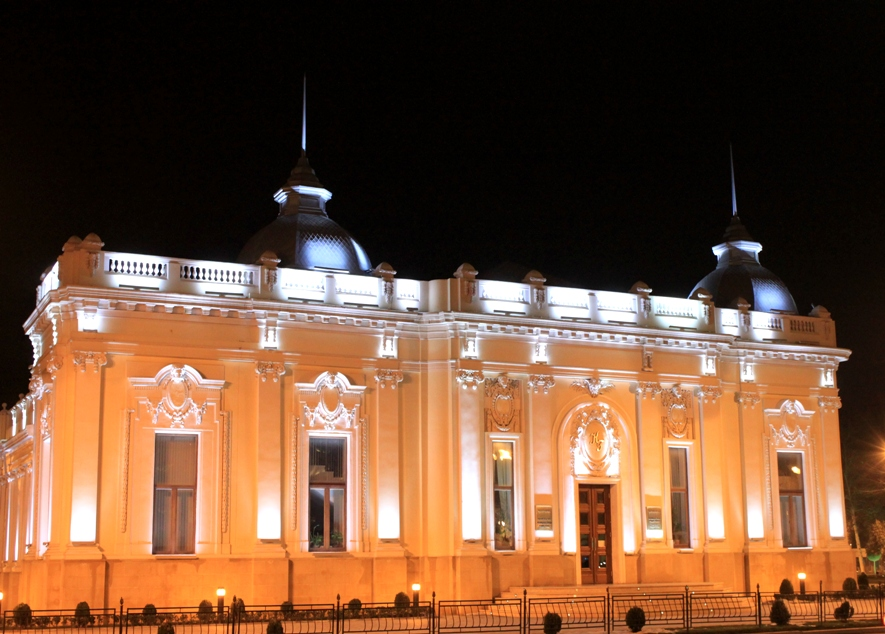
A Bakui Bábszínház
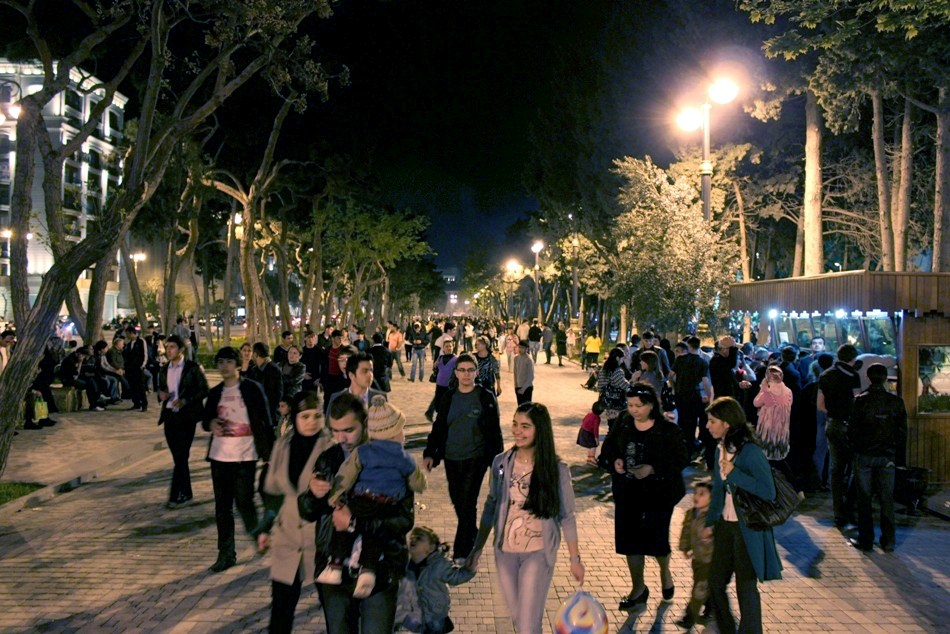
Baku körútja
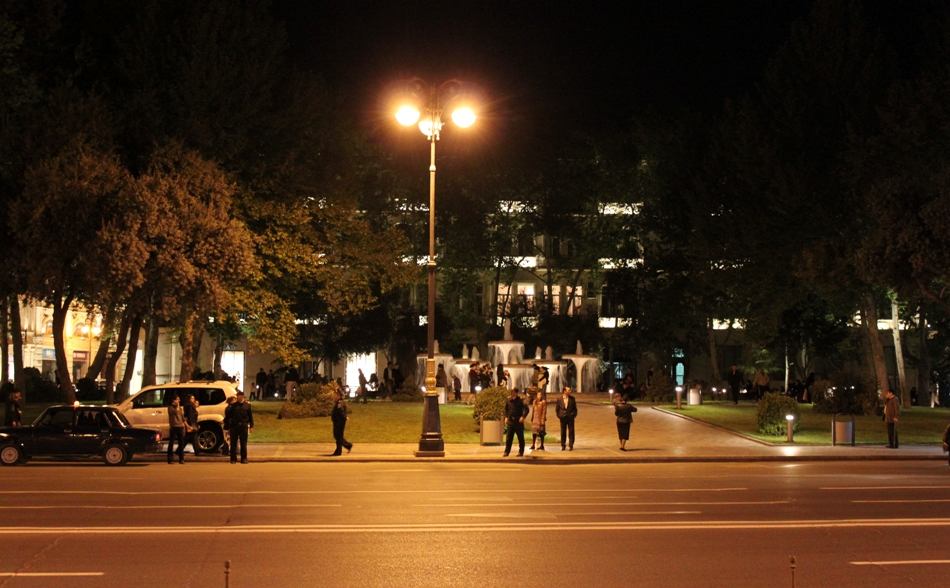
Kilátás a Bakui Bábszínházból
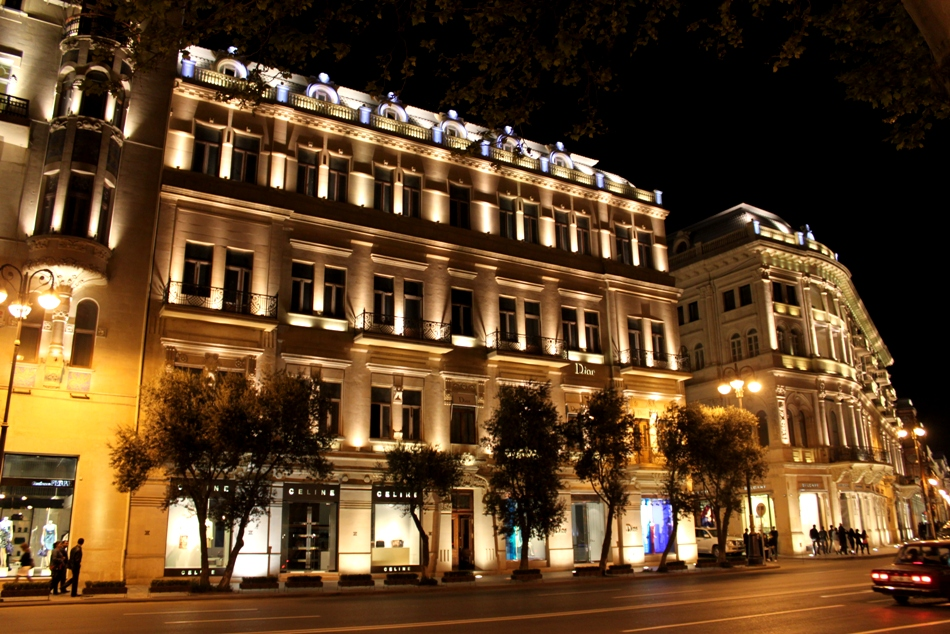
19. századi épületek
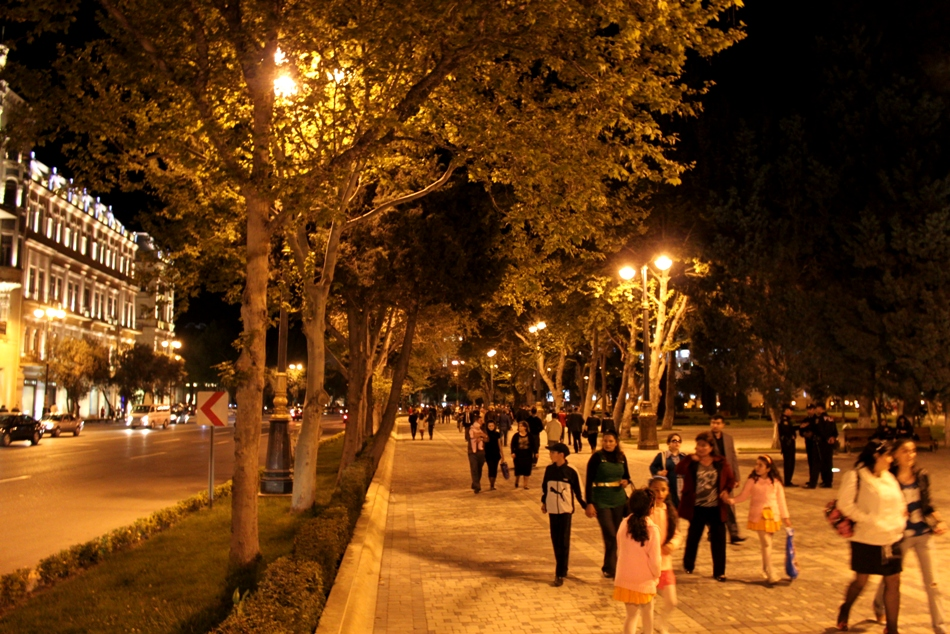
Baku belvárosa
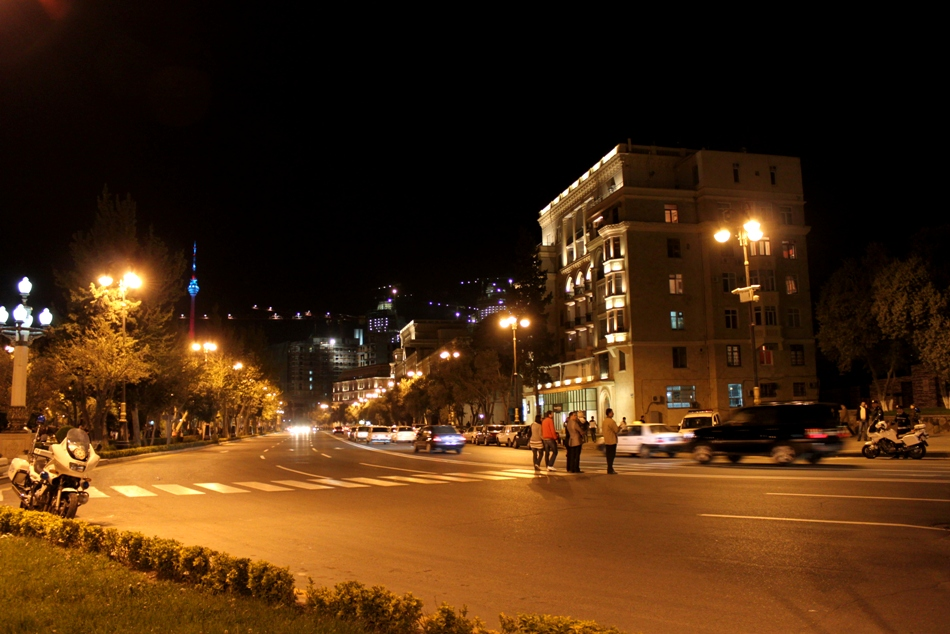
Kilátás a Bakui tévétoronyra
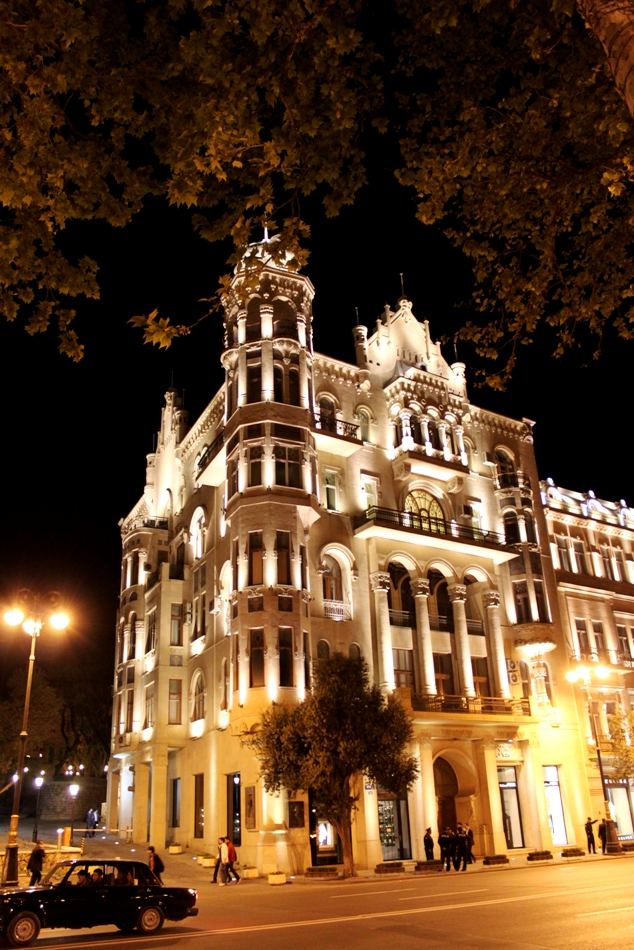
Baku történelmi belvárosának egyik bejárata
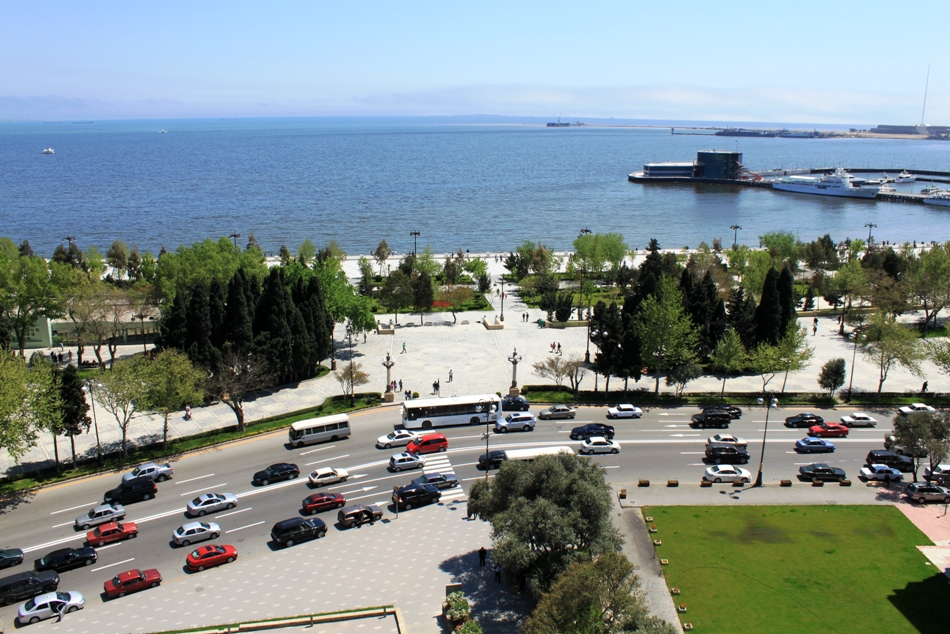
Kilátás a Szűz-torony tetejéről

## Fordítás
- Ez a szócikk részben vagy egészben  a   Neftchilar Avenue című angol Wikipédia-szócikk ezen változatának fordításán alapul.  Az eredeti cikk szerkesztőit annak laptörténete sorolja fel. Ez a jelzés csupán a megfogalmazás eredetét és a szerzői jogokat jelzi, nem szolgál a cikkben szereplő információk forrásmegjelöléseként.